# マンスホルト委員会
マンスホルト委員会（マンスホルトいいんかい、1972年3月22日 - 1973年1月5日）は、シッコ・マンスホルトを委員長とする欧州委員会。

## 業績
マンスホルト委員会はマルファッティ委員会の後を受けて発足し、その後オルトリ委員会に引き継がれている。任期中には、1972年4月24日の欧州通貨協力制度 "Snake" の創設や、1973年1月1日の第1次拡大があった。

## 委員
| 担当分野                          | 委員                               | 出身国         | 所属政党 |
| --------------------------------- | ---------------------------------- | -------------- | -------- |
| 委員長                            | シッコ・マンスホルト               | オランダ       | PvdA     |
| 副委員長 域内市場、エネルギー担当 | ヴィルヘルム・ハファーカンプ       | 西ドイツ       |          |
| 経済・通貨問題担当                | レイモン・バール                   | フランス       | UDF      |
| 競争、地域政策担当                | アルベルト・ボルシェッテ           | ルクセンブルク |          |
| 社会問題、運輸、財政担当          | アルベール・コッペ                 | ベルギー       |          |
| 対外関係、貿易担当                | ラルフ・ダーレンドルフ             | 西ドイツ       | FDP      |
| 外務・開発支援担当                | ジャン＝フランソワ・ドニオー       | フランス       | UDF      |
| 農業担当                          | カルロ・スカラーシャ＝ムニョッツァ | イタリア       |          |
| 産業、研究担当                    | アルティエロ・スピネッリ           | イタリア       | PCI      |

### 委員の政治傾向
上記表中を色で分けているのは各委員の政治傾向を示す。それぞれ以下の通りである。
| 政治傾向     | 委員の数 |
| ------------ | -------- |
| 右派・保守   | 0        |
| リベラル     | 3        |
| 左派・革新   | 2        |
| 不明・無所属 | 4        |